# Ficus cupulata
Ficus cupulata là một loài thực vật có hoa trong họ Moraceae. Loài này được Haines mô tả khoa học đầu tiên năm 1914.